# Mercedes-Benz OH
La serie de plataformas carrozables Mercedes-Benz OH son chasis de ómnibus con motor trasero, frenos de tambor, suspensión de ballestas o mixtas (L) producidas por Mercedes-Benz en Argentina y Brasil para el mercado sudamericano desde principios de la década de 1980. Dependiendo del modelo pueden ser para uso urbano o interurbano de corta o media distancia ya que son plataformas básicas, de menor costo y por debajo que la serie Mercedes-Benz O 500 pero con inferiores prestaciones. Algunas cuentan con piso alto, otros bajo y hay versiones «SB» de piso superbajo, que cuentan con mayor accesibilidad para discapacitados (de gran uso en Buenos Aires y el resto de Argentina).
Cada modelo tiene un nombre código que sigue un patrón similar al de los camiones de la firma:
- Las siglas OH significan en alemán Omnibus Heckmotor «ómnibus con motor trasero».[2]
- Los dos primeros números del código representan el peso bruto vehicular expresado en toneladas.
- Los dos números siguientes representan la potencia del motor, expresado en los dos primeros dígitos del valor.
- La letra L representa la presencia de suspensión neumática
- y finalmente las siglas SB representan que el bus es de entrada superbaja

Por ejemplo, el actual modelo OH 1621L-SB es un modelo de motor trasero (OH), que soporta 16 toneladas de peso bruto vehicular (16), tiene un motor de 210 hp (21), suspensión neumática (L) y es de entrada superbaja (SB)

## Chasis Mercedes-Benz OH (1981 - presente)
A continuación, se detallan los modelos en producción de esta serie de chasis Mercedes-Benz para carrocería de ómnibus:

### Plataformas disponibles para autobuses urbanos y rodoviarios
- OH 1621 Lsb Bluetec 5: Chasis argentino de piso superbajo con motor OM 924 LA Euro V de 210 hp.[3]
- OH 1622: Chasis brasileño piso alto, motor OM 924 LA Euro III de 220 hp y caja de cambios Mercedes Benz MB G 85/6.
- OH 1721 Lsb Bluetec 5: Chasis argentino de piso superbajo con motor OM 924 LA Euro V de 210 hp.[3]
- OH 1625 Bluetec 5: Chasis mexicano de piso alto para medianas distancias, motor OM 926 LA, transmisión Mercedes-Benz G 85-6 manual de 6 velocidades y 252 hp.[4]
- OH 1624 Bluetec 5: Chasis mexicano de piso alto para servicio urbano, con motor OM 926 LA, Mercedes-Benz G 85-6 manual de 6 velocidades y 238 hp.[5]
- OH 1621 Bluetec 5: Chasis mexicano y brasileño de piso alto para servicio urbano, disponible para México con motor OM 926 LA y en Brasil con motor OM 924 LA ambos motores en Euro V, transmisión manual Mercedes-Benz G 85-6 de seis velocidades y 208 hp.[6][7]

### Algunas Plataformas Serie OH descontinuadas
- OH 1115 Lsb: Chasis argentino tipo Low Entry, motor OM 904 LA Euro III de 150 hp y caja de cambios automática Allison T-27, salió en el 2000 y se produjo hasta 2006 como plataforma más económica por la crisis financiera de aquel entonces.
- OH 1313: Motor OM 352 de 130 hp y caja mecánica ZF de 5 velocidades.
- OH 1314: Chasis argentino con motor OM 352 A de 140 hp y caja ZF de 5 velocidades.
- OH 1315: Chasis argentino con motor OM 366 A de 160 hp y caja ZF de 5 velocidades.
- OH 1315 Lsb: Chasis argentino piso superbajo, motor OM 904 LA Euro III de 150 hp y caja automática Allison, salió en 2006 como sucesor del OH 1115 Lsb pero con dos toneladas más de capacidad, se produjo hasta el 2010.
- OH 1316/OHL 1316: Chasis argentino, Motor OM 366 A de 160 hp y caja manual ZF de 5 velocidades.
- OH 1318: Motor OM 352 A de 170 hp y caja mecánica ZF de cinco velocidades.
- OHL 1320: Chasis argentino Motor OM 366 LA de 201 hp y caja ZF de 5 velocidades (cajas automáticas Allison y ZF opcionales)
- OH 1417: Chasis brasilero de motor OM 904 de 170 hp y caja automática Allison
- OH 1418: Motor OM 904 LA Euro III de 180 hp y caja mecánica ZF de 6 velocidades (caja automática ZF opcional)
- OH 1419: Chasis argentino, Motor OM 355/5 de 190 hp y caja manual
- OH 1420: Motor OM 366 LA Euro II de 200 hp y caja mecánica ZF de 5 velocidades (cajas automáticas ZF y Allison opcionales).
- OHL 1420: Chasis argentino Motor OM 366 LA de 201 hp y caja manual ZF de 5 velocidades (cajas automáticas Allison y ZF opcionales).
- OH 1518: Chasis brasileño piso alto, motor OM 904 LA Euro III de 180 hp, suspensión de ballestas y caja de cambios Mercedes Benz MB G-60/6, la caja automática opcional ofrecida es la Allison T-27OR. Su verdadero nombre es XBC1518
- OH 1518: Chasis brasilero/argentino con motor OM 352 de 180 hp.
- OH 1521 Lsb: Chasis argentino con Motor OM 366 LA de 211 hp y caja manual de 5 velocidades.
- OH 1522: Chasis argentino con motor OM de 220 hp.
- OH 1526: Chasis argentino con motor OM de 260 hp.
- OH 1618 Lsb: Chasis argentino de piso superbajo con motor OM 904 LA Euro III de 180 hp.
- OH 1621 L Chasis argentino con Motor OM 366 LA de 211 hp y caja manual ZF de 5 velocidades.
- OH 1622: Chasis brasileño piso alto, motor OM 924 LA Euro III de 220 hp y caja de cambios Mercedes Benz MB G-85/6.
- OH 1636: Chasis brasilero Motor OM 447 LA de 360 hp y caja mecánica ZF de 6 velocidades. (retardador voith opcional) descontinuado en 2007
- OH 1718 Lsb: Chasis argentino de piso superbajo con motor OM 904 LA Euro III de 180 hp.
- OH 1721 Lsb: Chasis argentino, motor OM 366 LA de 211 hp y caja automática Allison
- OH 1628L: Motor OM-449LA de 280 CV y caja mecánica ZF de 6 velocidades.